# Pietro Parenzo
Pietro Parenzo (Roma, s. XII - Orvieto, 21 de maig de 1199) fou podestà o senyor d'Orvieto en nom del papa. Mort durant les revoltes de güelfs i gibel·lins, és venerat com a sant per l'Església catòlica.

## Biografia
Nascut a Roma, era fill de Giovanni Parenzo, senador (1157) i jutge (1162) de la ciutat, i d'Odolina. No se sap gran cosa de la seva joventut; va casar-se i va guanyar-se respecte i consideració. Així, el papa Innocenci III i el Senat romà l'enviaren en 1199 a Orvieto com a podestà o governant. La ciutat estava dividida per les lluites entre güelfs i gibel·lins, a més de tenir importants problemes pels partidaris dels càtars i dels patarini Els conflictes entre el Papa i la ciutat en 1198 a causa de la jurisdicció sobre Acquapendente havien contribuït a enrarir l'ambient.
Parenzo havia de pacificar la ciutat i intentar cercar-hi acords, a més de combatre l'heretgia. Fou ben rebut, el febrer de 1999, pels catòlics, però provocà l'hostilitat dels partidaris dels càtars. Aviat començà la repressió contra els heretges, que l'amenaçaren. Parenzo anà a Roma per Pasqua, per informar de la situació al Papa, que li demanà que continués la tasca; Parenzo, que veia el perill imminent, va fer testament l'1 de maig i tornà a Orvieto.
Mentrestant s'havia preparat una conxorxa, i el 20 de maig, un servent conjurat obrí les portes dle palau a la resta: Parenzo fou pres, maltractat i dut a una cabana fora ciutat. Se li oferí l'alliberament a canvi que derogués les lleis que havia decretat i abandonés el govern de la ciutat, deixant lliures als càtars presos. En negar-s'hi, els conjurats el colpejaren i atacaren amb espases i coltells, fins a matar-lo.

## Veneració
L'endemà, el seu cos fou portat, acompanyat pel bisbe, a la catedral de Santa Maria, on fou sebollit. La reacció contra els heretges i els gibel·lins fou ferotge, i el papa hi envià la cavalleria des de Roma, derrotant-los completament. Aviat s'atribuïren miracles a la intercessió de Pietro Parenzo, que fou venerat com a màrtir, principalment a Orvieto, però també a Arezzo i Florència. La tomba fou meta de peregrinacions, però el papa no el va canonitzar oficialment. El culte local continuà fins que el 16 de març de 1879, a instància del bisbe d'Orvieto Antonio Briganti, la Santa Seu n'aprovà el culte, establint la festivitat el 21 de maig, com s'havia fet des del 1200.